# Laudemium
Laudemium  byla dávka placená nájemcem (dědičným) vlastníkovi nemovitosti za souhlas při směně, prodeji, převodu ap.

## Další informace
Od druhé poloviny 18. století se v zemích Koruny české, na Moravě a ve Slezsku po vzoru rakouských zemí zavádělo laudemium – volně řečeno převodní poplatek. Vlastníci nemovitostí jako kláštery, šlechta – pronajímatelé – dostávali hotovost (dávku) za souhlas se směnou (prodejem, převodem) dané nemovitosti. Laudemium musily platit nově vznikající chalupy na parcelované dominikální půdě, při převodech gruntů, změnách dominikálních nemovitostí (mlýnů) ap. Laudemiem nebylo omezováno právo volné dispozice s majetkem. Tento poplatek patřil vrchnosti, klášterům (pronajímateli). Ve smlouvách bylo zakotveno, v jaké výši a jak se bude platit. Výše laudemia se obvykle pohybovala od 2 do 15 % z hodnoty nemovitosti. Např. laudemium z gruntu ve výši 5 % činilo 3 krejcary z 1 zlatého gruntovní ceny, vodní mlýn Wesselsky platil 10 % z 2000 zlatých. Splatnost byla obvykle jednorázová.Laudemium byla také dávka, která se platila lennímu pánu od jeho vazala za vydání nebo obnovení investitury.